# Robert I del Palatinat

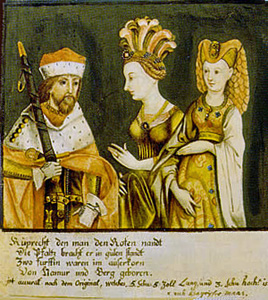
Rupert I, Elector Palatí amb les seves dones.

Robert I del Palatinat dit «el roig» (alemany: Der rote Ruprecht) (Wolfratshausen, 9 de juny del 1309 - 16 de febrer del 1390, Neustadt an der Weinstraße) fou elector/ comte palatí del palatinat del Rin de 1353 a 1390.
Era fill de Rodolf I, duc de Baviera i Mechtild de Nassau, la filla del rei Adolf de Nassau-Weilburg. El seu pare, en 1317 després d'una llarga controvèrsia amb el seu oncle Lluís IV, que havia estat escollit rei dels romans, va perdre el Palatinat del Rin que va quedar en mans de Lluís fins que el conflicte de Lluís amb l'Habsburg arribés al final, però Rodolf va morir el 1319, presumiblement a Anglaterra i finalment pel tractat de Pavia el 1329, Lluís concedia el Palatinat conjuntament als fills de Rodolf Rodolf II el Cec i Robert. D'aquesta manera finalment Rodolf I i el seu net Rupert II ens convertiren en els avantpassats de la línia palatina més vella de la dinastia Wittelsbach (línia palatina), que va retornar al poder a Baviera el 1777 després de l'extinció de la línia més jove (línia bavaresa), formada pels descendents de Lluís IV.
Amb la mort del seu germà Rodolf II el 1353, va heretar els seus dominis i es va convertir en únic elector per al territori, mentre que havien compartit prèviament aquest privilegi. La Butlla d'Or de 1356 garanteix el Palatinat el dret de participar en l'elecció de l'emperador romà. L'anterior comte palatí havia participat en altres eleccions Imperials. En 1386, Rupert va fundar la Universitat de Heidelberg, la tercera universitat al Sacre Imperi Romanogermànic. Rupert es va casar dues vegades, amb Elisabet la comtessa de Namur i a continuació amb Beatriu de Julich, Berg. Cap matrimoni produir un hereu. Va ser succeït pel seu nebot, Robert II.